# St. Laurentius (Wolferstadt)

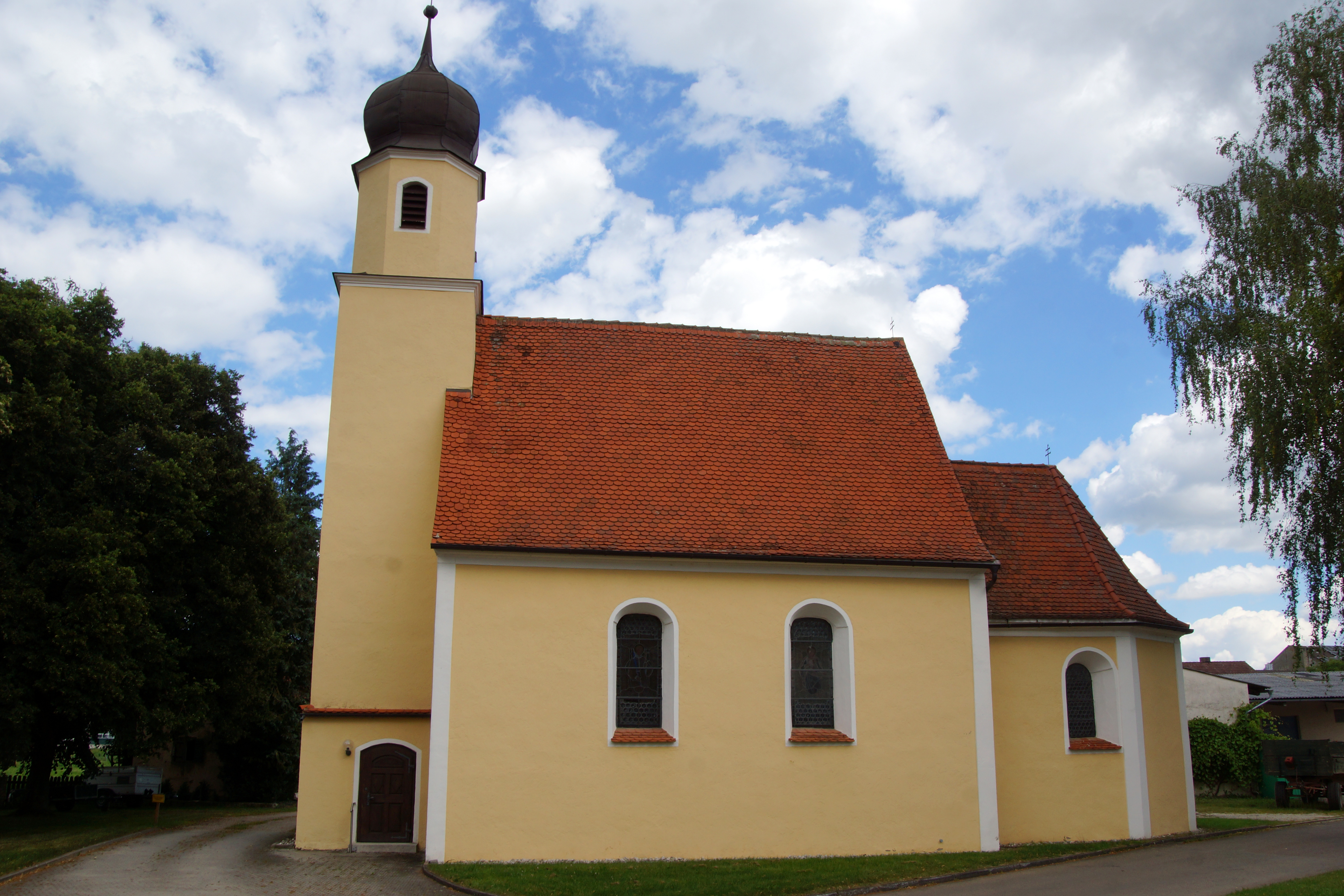
St. Laurentius in Wolferstadt

Die römisch-katholische Kapelle St. Laurentius steht in Wolferstadt, einer Gemeinde im schwäbischen Landkreis Donau-Ries in Bayern. Das Bauwerk ist in der Liste der Baudenkmäler in Wolferstadt als Baudenkmal unter der Nr. D-7-79-231-8 eingetragen. Die Kapelle gehört zum Dekanat Weißenburg-Wemding des Bistums Eichstätt.

## Beschreibung
Die Kapelle wurde 1702 erbaut. Sie besteht aus einem Langhaus, einem eingezogenen, dreiseitig geschlossenen Chor im Osten und einem Kirchturm auf quadratischem Grundriss vor der Fassade im Westen, in dessen Erdgeschoss sich das Foyer befindet. Der Kirchturm wurde mit einem achteckigen Geschoss aufgestockt, das den Glockenstuhl beherbergt, und mit einer Zwiebelhaube bedeckt. 
Der Innenraum des Langhauses ist mit einer Flachdecke überspannt, der des Chors mit einem Stichkappengewölbe. Der Stuck und die Fresken an der Wand des Langhauses stammen aus der Erbauungszeit. Der Hochaltar wurde 1707 aufgestellt. Auf seinem Altarretabel wurde Laurentius von Rom dargestellt. Die Seitenaltäre aus Stuckmarmor stammen aus der ersten Hälfte des 18. Jahrhunderts.